# Daltjärnen (Burträsks socken, Västerbotten)
Daltjärnen är en sjö i Skellefteå kommun i Västerbotten och ingår i Bureälvens huvudavrinningsområde.